# Chris Boyce
Chris Boyce (geboren 12. September 1943 in Glasgow; gestorben 29. Juni 1999 ebenda) war ein schottischer Science-Fiction-Autor.

## Leben
Boyce war ein schottischer Bibliothekar, der ab Mitte der 1960er Jahre einige Science-Fiction-Kurzgeschichten und 1975 einen ersten Science-Fiction-Roman veröffentlichte. Er gewann damit einen von der Sunday Times und dem Victor-Gollancz-Verlag ausgeschriebenen Preis für den besten Roman eines SF-Amateurs.
Der in einer nahen Zukunft angesiedelter Roman Brainfix (1980), behandelte durch einen unerhörten Anstieg der Arbeitslosenzahl in Großbritannien auf über drei Millionen ausgelöste soziale Unruhen. Das Buch erschien 1980 während der Thatcher-Ära und kurz darauf erreichte die Arbeitslosenzahl vier Millionen, ohne dass die britische Regierung wie im Buch Nervengas zur Aufruhrbekämpfung hätte einsetzen müssen.
Mit seiner Frau Angela und Alasdair Gray gründete er 1990 den Verlag Dog & Bone, in dem auch sein Thriller Blooding Mister Naylor erschien.
Boyce war ein aktives Mitglied von ASTRA (Association in Scotland to Research into Astronautics).
Das 1979 erschienene Buch Extraterrestrial Encounter behandelt Fragen der Xenobiologie und der Suche nach extraterrestrischer Intelligenz (SETI).

## Bibliografie
Romane
- Catchworld (1975)
- Brainfix (1980)
- Blooding Mister Naylor (1990)

Kurzgeschichten
1966:
- George (in: Impulse, June 1966)
- The Rig (in: SF Impulse, September 1966)

1967:
- Mantis (in: SF Impulse, January 1967)
  - Deutsch: Gottesanbeterin. In: Herbert W. Franke (Hrsg.): Kontinuum 5. Ullstein Science Fiction & Fantasy #31155, 1987, ISBN 3-548-31155-5.

1977:
- Man weint nicht mehr (1977, in: Herbert W. Franke (Hrsg.): Science Fiction Story Reader 8)
- Nobody Cries Any More (1977)
  - Deutsch: Man weint nicht mehr. In: Herbert W. Franke (Hrsg.): Science Fiction Story Reader 8. Heyne Science Fiction & Fantasy #3549, 1977, ISBN 3-453-30443-8.

1978:
- Sangraal (1978)
  - Deutsch: Der heilige Gral. In: Herbert W. Franke (Hrsg.): Science Fiction Story Reader 10. Heyne Science Fiction & Fantasy #3602, 1978, ISBN 3-453-30509-4.

1988:
- Birthplace (in: Aboriginal Science Fiction, March-April 1988)

Sachbuch
- Extraterrestrial Encounter: A Personal Perspective (1979)